# Huyện Cox's Bazar
Cox's Bazar là một huyện thuộc khu Chittagong, Bangladesh. Huyện này có diện tích 2492 km², dân số năm 2002 là 1757321 người, mật độ dân số là 705 người/km².